# Lakeline, Ohio
Lakeline là một làng thuộc quận Lake, tiểu bang Ohio, Hoa Kỳ. Năm 2010, dân số của làng này là 226 người.